# 普雷里霍姆 (內布拉斯加州)
普雷里霍姆（英語：Prairie Home）是位於美國內布拉斯加州蘭開斯特縣的普查規定居民點。

## 歷史
普雷里霍姆的郵局於1872年設立，其後於1967年停運。

## 人口
根據2020年美國人口普查的數據，普雷里霍姆的面積為1.18平方千米，皆為陸地。當地共有人口38人，而人口密度為每平方千米32.2人。